# سلست (بازی ویدئویی)
سِلِست (به انگلیسی: Celeste)(به فارسی: کوه های آبی) یک بازی ویدئویی در سبک سکوبازی است که توسط شرکت بازی‌های بسیار خوب ساخته و در سال ۲۵ ژانویه ۲۰۱۸ بر روی مایکروسافت ویندوز، نینتندو سوئیچ، لینوکس، مک‌اواس، پلی‌استیشن ۴ و ایکس‌باکس وان منتشر شد.همچنین بازی در ۲۸ ژوئیه ۲۰۲۰ بر روی گوگل استادیا نیز منتشر شد.بازی سلست در واقع نسخه کاملی از خود به عنوان یک نمونه اولیه در یک مسابقه طراحی بازی با نرم‌افزار پی‌ای‌سی‌اُ-۸ در سال ۲۰۱۶ بود که در مدت چهار روز فقط توسط مادی تورسون و نوئل بری برای ایجاد استفاده شده بود، است.بازی در تاریخ ۹ سپتامبر ۲۰۱۹ یک محتوای قابل دانلود به نام خداحافظی منتشر کرد که به طور کلی داستان بازی را بست.
داستان بازی سلست، دربارهٔ زن جوانی به مدلین است که می‌خواهد از یک کوه جادویی به نام سِلِست صعود کند. مدلین در طول راه با چند شخصیت مختلف از جمله یک زن پیر که در دامنه‌های کوه زندگی می‌کند، یک عکاس از سیاتل و روح مسئول یک هتل قدیمی آشنا می‌شود و همچنین در کوه شخصیت دیگری وجود دارد که نسخه‌ای شرور و شیطانی از مدلین است که توسط خود کوه به وجود آمده، روبه‌رو می‌شود.
بازی سلست بلافاصله پس از انتشار، مورد تمجید زیادی از منتقدان به خاطر مکانیک بازی، طراحی سطح بازی، موسیقی متن،زیبایی گرافیکی ۸ بیتی و داستان آن قرار گرفت و بسیاری آنان به بازی نمره کامل دادند. این بازی برنده جوایز متعددی و همچنین نامزد بهترین بازی سال و برنده بازی مستقل جوایز بازی ۲۰۱۸ شد. بازی سلست تا مارس ۲۰۲۰ بیش از ۱ میلیون نسخه فروخت و در جامعه اسپیدران به محبوبیت بالایی دست پیدا کرد.

## داستان
داستان بازی از جایی شروع می‌شود که زنی جوان به نام مدلین از کوهی به نام سلست شروع به صعود کردند. او هشدارهای یک خانم مسن به نام گرنی را که در پایه‌های آن کوه زندگی می کند نادیده می گیرد و راه خود را از طریق شهری متروکه طی می کند و در آنجا با مسافری به نام تئو روبرو می شود.با تئو گفت‌وگو می‌کند و برای شب اردو می‌زند. مدلین به خواب می‌رود و رویایی می‌بیند که در آن انعکاس تاریکی از خودش که در بازی به آن "بخشی از من" می‌گویند و بعدتر سازندگان و طرفداران به آن بدلین می‌گویند؛ از طریق یک آیینه جادویی از مدلین جدا می‌شود و سعی می‌کند از صعود او جلوگیری کند. مدلین به همین خاطر از بدلین فرار می‌کند و از کابوس خود بیدار می‌شود.
بعد از این اتفاقات، مدلین به صعود خود از کوه سلست ادامه می‌دهد و به هتلی به نام سلستیال ریزورت می‌رسد. در آنجا با دربان شبح‌مانند هتل یعنی آقای اوشیرو آشنا می‌شود.آقای اوشیرو سعی می‌کند با وجود شرایط خراب هتل، مدلین را متقاعد کند که در هتل بماند. او با اکراه مدلین را با تمیز کردن بخشی از هتل سرگرم کند اما او اصرار می‌کند که او یک شب را در سوئیت ریاست جمهوری بگذراند. مدلین با درخواست آقای اوشیرو موافقت می‌کند و با هم به سمت اتاق می‌روند که موقع رسیدن بدلین به شکل غیر منتظره‌ای در دنیای واقعی ظاهر می‌شود. قبل از ایجاد سوراخی که مدلین بتواند از آنجا فرار کند، بدلین آقای اوشیرو مورد تمسخر قرار می‌دهد. آقای اوشیرو از خشمگین می‌شود و فکر می‌کند مدلین این حرف‌ها زده است.برای همین به تعقیب مدلین می‌رود. مدلین قبل از اینکه او را آرام و راضی کند بیشتر هتل را ویران می‌شود.بعد از این، مدلین دوباره صعود از کوه ادامه می‌دهد.